# Turn- und Sportverein München von 1860 1974-1975
Questa voce raccoglie le informazioni riguardanti il Turn- und Sportverein München von 1860 nelle competizioni ufficiali della stagione 1974-1975.

## Stagione
Nella stagione 1974-1975 il Monaco 1860, allenato da Max Merkel e Heinz Lucas, concluse il campionato di 2. Bundesliga al 5º posto. In Coppa di Germania il Monaco 1860 fu eliminato al terzo turno dal Pirmasens.

## Rosa
| N. |                      | Ruolo | Calciatore           |
| -- | -------------------- | ----- | -------------------- |
|    | Haiti (bandiera)     | P     | Henri Francillon     |
|    | Germania (bandiera)  | P     | Bernhard Hartmann    |
|    | Germania (bandiera)  | D     | Willi Bierofka       |
|    | Germania (bandiera)  | D     | Heinz Knüwe          |
|    | Germania (bandiera)  | D     | Alfred Kohlhäufl     |
|    | Germania (bandiera)  | D     | Wolfgang Ling        |
|    | Germania (bandiera)  | D     | Heinz Lubanski       |
|    | Germania (bandiera)  | D     | Werner Luxi          |
|    | Danimarca (bandiera) | D     | Arne Rastad          |
|    | Germania (bandiera)  | D     | Hans Reich           |
|    | Germania (bandiera)  | D     | Roland Schmitz       |
|    | Germania (bandiera)  | D     | Hans-Dieter Seelmann |
|    | Germania (bandiera)  | C     | Friedrich Angerer    |

| N. |                      | Ruolo | Calciatore          |
| -- | -------------------- | ----- | ------------------- |
|    | Germania (bandiera)  | C     | Fritz Bischoff      |
|    | Germania (bandiera)  | C     | Jimmy Hartwig       |
|    | Germania (bandiera)  | C     | Alfred Herberth     |
|    | Danimarca (bandiera) | C     | Jan Højland Nielsen |
|    | Germania (bandiera)  | C     | Hans-Joachim Kauf   |
|    | Croazia (bandiera)   | C     | Marijan Novak       |
|    | Germania (bandiera)  | C     | Norbert Starzak     |
|    | Germania (bandiera)  | C     | Martin Wagner       |
|    | Germania (bandiera)  | A     | Rudolf Blank        |
|    | Germania (bandiera)  | A     | Ferdinand Keller    |
|    | Germania (bandiera)  | A     | Michael Krenz       |
|    | Germania (bandiera)  | A     | Georg Metzger       |
|    | Germania (bandiera)  | A     | Walter Schuberth    |

## Organigramma societario
Area tecnica
- Allenatore: Heinz Lucas
- Allenatore in seconda:
- Preparatore dei portieri:
- Preparatori atletici:

## Calciomercato

### Sessione estiva
| Acquisti | Acquisti            | Acquisti                    | Acquisti |
| R.       | Nome                | da                          | Modalità |
| -------- | ------------------- | --------------------------- | -------- |
| D        | Hans Reich          | VÖEST Linz                  |          |
| P        | Henri Francillon    | Victory Club Port-au-Prince |          |
| C        | Jimmy Hartwig       | Osnabrück                   |          |
| C        | Jan Højland Nielsen | B.93                        |          |
| D        | Heinz Lubanski      | Lugano                      |          |
| D        | Arne Rastad         | Køge BK                     |          |

| Cessioni | Cessioni            | Cessioni         | Cessioni |
| R.       | Nome                | a                | Modalità |
| -------- | ------------------- | ---------------- | -------- |
| A        | Dieter Brozulat     | Viktoria Colonia |          |
| P        | Fahrija Dautbegović | Olimpia Lubiana  |          |
| P        | Anton Deml          | Preußen Münster  |          |
| A        | Wolfgang Gayer      | LASK             |          |
| D        | Hans-Günther Kroth  | Kaiserslautern   |          |
| C        | Wolfgang Lex        | Hannover 96      |          |
| A        | Karlheinz Meininger | Norimberga       |          |
| A        | Karl-Heinz Mrosko   | Arminia Hannover |          |
| D        | Bernd Patzke        | ESV Ingolstadt   |          |
| D        | Walter Sohnle       | BC Aichach       |          |
| C        | Hans-Joachim Weller | Stoccarda        |          |
| C        | Timo Zahnleiter     | AEK Atene        |          |

### Sessione invernale
| Acquisti | Acquisti | Acquisti | Acquisti |
| R.       | Nome     | da       | Modalità |
| -------- | -------- | -------- | -------- |

| Cessioni | Cessioni | Cessioni | Cessioni |
| R.       | Nome     | a        | Modalità |
| -------- | -------- | -------- | -------- |

## Risultati

### 2. Bundesliga

#### Girone di andata
| Arbitro: | Engelhardt |

|          |           |  |
| Dier 53’ | Marcatori |  |

| Arbitro: | Ferro |

|           |           |              |
| Keller 6’ | Marcatori | 81’ Hoffmann |

| Arbitro: | Aldinger |

|                          |           |             |
| Hartmann 29’ Schmitt 85’ | Marcatori | 90’ Metzger |

| Arbitro: | Haselberger |

|            |           |                                    |
| Keller 21’ | Marcatori | 13’ Köstler 47’ Klier 80’ Scheller |

| Arbitro: | Nickel |

|                       |           |  |
| Ludwig 48’ Diener 55’ | Marcatori |  |

| Arbitro: | Hellwig |

|             |           |  |
| Starzak 11’ | Marcatori |  |

| Arbitro: | Schröder |

|            |           |  |
| Fazlić 55’ | Marcatori |  |

| Arbitro: | Messmer |

|                                          |           |            |
| Nielsen 7’ Schuberth 58’ Keller 61’, 82’ | Marcatori | 71’ Renner |

| Arbitro: | Grether |

|  |           |            |
|  | Marcatori | 50’ Keller |

| Arbitro: | Nützel |

|                        |           |  |
| Keller 3’ Bierofka 90’ | Marcatori |  |

| Arbitro: | Walz |

|                                        |           |  |
| Keller 25’, 76’ Kohlhäufl 72’ Kauf 86’ | Marcatori |  |

| Arbitro: | Pfleiderer |

|                           |           |          |
| Skrotzki 31’ Emmerich 35’ | Marcatori | 63’ Kauf |

| Arbitro: | Kammann |

|                                               |           |            |
| Nielsen 4’ Keller 34’, 90’ Starzak 75’ (rig.) | Marcatori | 15’ Johann |

| Arbitro: | Boos |

|              |           |  |
| Hoffmann 19’ | Marcatori |  |

| Arbitro: | Scheffner |

|            |           |  |
| Keller 70’ | Marcatori |  |

| Arbitro: | Kollmann |

|                                      |           |                                              |
| Weinkauff 14’, 48’ Gentes 53’ (rig.) | Marcatori | 64’ (rig.) Kohlhäufl 75’ Lubanski 84’ Keller |

| Arbitro: | Gaus |

|                                    |           |  |
| Kauf 19’ Metzger 27’ Schuberth 40’ | Marcatori |  |

| Arbitro: | Föckler |

|                                       |           |                     |
| Werner 12’, 82’ Klein 76’ Lippert 89’ | Marcatori | 15’ Keller 74’ Kauf |

| Arbitro: | Huster |

|                            |           |                  |
| Metzger 4’, 51’ Keller 14’ | Marcatori | 31’, 58’ Walitza |

#### Girone di ritorno
| Arbitro: | Schmoock |

|                                      |           |  |
| Kohlhäufl 7’ Keller 80’ Lubanski 85’ | Marcatori |  |

| Arbitro: | Berner |

|                     |           |                                  |
| Haug 15’ Haller 62’ | Marcatori | 5’ Kauf 35’ Kohlhäufl 49’ Keller |

| Arbitro: | Walz |

|                             |           |  |
| Keller 30’, 90’ Starzak 39’ | Marcatori |  |

| Arbitro: | Antz |

|                 |           |                      |
| Hohenwarter 26’ | Marcatori | 43’, 45’, 89’ Keller |

| Arbitro: | Engelhardt |

|                                          |           |            |
| Lubanski 13’, 66’ Metzger 21’ Keller 42’ | Marcatori | 27’ Ludwig |

| Arbitro: | Engelhardt |

|             |           |               |
| Nachbar 49’ | Marcatori | 31’ Schuberth |

| Arbitro: | Dreher |

|            |           |  |
| Keller 75’ | Marcatori |  |

| Arbitro: | Hellwig |

|          |           |  |
| Haug 49’ | Marcatori |  |

| Arbitro: | Gaus |

|               |           |  |
| Kohlhäufl 39’ | Marcatori |  |

| Arbitro: | Kammann |

|                         |           |               |
| Breuer 21’ Sommerer 34’ | Marcatori | 82’ Kohlhäufl |

| Arbitro: | Steigele |

|                 |           |                   |
| Westenberger 2’ | Marcatori | 10’, 38’ Lubanski |

| Arbitro: | Haselberger |

|                    |           |                               |
| Metzger 90’ (rig.) | Marcatori | 45’, 52’ Aumeier 57’ Emmerich |

| Arbitro: | Dittmer |

|            |           |                      |
| Drenks 12’ | Marcatori | 45’ Starzak 62’ Kauf |

| Arbitro: | Joos |

|              |           |              |
| Seelmann 31’ | Marcatori | 87’ Hoffmann |

| Arbitro: | Kettenbach |

|                                    |           |             |
| Weschke 9’ Warken 27’ Ossadnik 90’ | Marcatori | 78’ Starzak |

| Arbitro: | Aldinger |

|                                      |           |                        |
| Hartwig 20’ Starzak 67’ Herberth 68’ | Marcatori | 38’ Tretter 72’ Krauth |

| Arbitro: | Ferro |

|            |           |                          |
| Sebert 48’ | Marcatori | 55’ Lubanski 75’ Metzger |

| Monaco di Baviera 8 giugno 1975, ore 15:00 CET 37ª giornata | Monaco 1860 | 0 – 0 referto | Bayern Hof | Stadio Olimpico (55 000 spett.)\| Arbitro: \| Nützel \| |
| Arbitro:                                                    | Nützel      |               |            |                                                         |

| Arbitro: | Haselberger |

|             |           |  |
| Walitza 71’ | Marcatori |  |

### Coppa di Germania
| Arbitro: | Weyland |

|                                      |           |                                 |
| Kohlhäufl 42’ Starzak 52’ Keller 92’ | Marcatori | 41’ (aut.) Bischoff 80’ Schmieh |

| Arbitro: | Kindervater |

|                  |           |                              |
| Wilhelm 67’, 76’ | Marcatori | 3’, 75’ Keller 24’, 39’ Kauf |

| Arbitro: | Kindervater |

|                           |           |                 |
| Krauth 14’, 38’, 46’, 55’ | Marcatori | 29’, 87’ Keller |

## Statistiche

### Statistiche di squadra
| Competizione      | Punti | In casa | In casa | In casa | In casa | In casa | In casa | In trasferta | In trasferta | In trasferta | In trasferta | In trasferta | In trasferta | Totale | Totale | Totale | Totale | Totale | Totale | DR  |
| Competizione      | Punti | G       | V       | N       | P       | Gf      | Gs      | G            | V            | N            | P            | Gf           | Gs           | G      | V      | N      | P      | Gf     | Gs     | DR  |
| ----------------- | ----- | ------- | ------- | ------- | ------- | ------- | ------- | ------------ | ------------ | ------------ | ------------ | ------------ | ------------ | ------ | ------ | ------ | ------ | ------ | ------ | --- |
| 2. Bundesliga     | 45    | 19      | 14      | 3       | 2       | 41      | 15      | 19           | 6            | 2            | 11           | 23           | 30           | 38     | 20     | 5      | 13     | 64     | 45     | +19 |
| Coppa di Germania | -     | 1       | 1       | 0       | 0       | 3       | 2       | 2            | 1            | 0            | 1            | 6            | 6            | 3      | 2      | 0      | 1      | 9      | 8      | +1  |
| Totale            | 45    | 20      | 15      | 3       | 2       | 44      | 17      | 21           | 7            | 2            | 12           | 29           | 36           | 41     | 22     | 5      | 14     | 73     | 53     | +20 |

### Andamento in campionato
| Giornata  | 1  | 2  | 3  | 4  | 5  | 6  | 7  | 8  | 9  | 10 | 11 | 12 | 13 | 14 | 15 | 16 | 17 | 18 | 19 | 20 | 21 | 22 | 23 | 24 | 25 | 26 | 27 | 28 | 29 | 30 | 31 | 32 | 33 | 34 | 35 | 36 | 37 | 38 |
| --------- | -- | -- | -- | -- | -- | -- | -- | -- | -- | -- | -- | -- | -- | -- | -- | -- | -- | -- | -- | -- | -- | -- | -- | -- | -- | -- | -- | -- | -- | -- | -- | -- | -- | -- | -- | -- | -- | -- |
| Luogo     | T  | C  | T  | C  | T  | C  | T  | C  | T  | C  | C  | T  | C  | T  | C  | T  | C  | T  | C  | C  | T  | C  | T  | C  | T  | C  | T  | C  | T  | T  | C  | T  | C  | T  | C  | T  | C  | T  |
| Risultato | P  | N  | P  | P  | P  | V  | P  | V  | V  | V  | V  | P  | V  | P  | V  | N  | V  | P  | V  | V  | V  | V  | V  | V  | N  | V  | P  | V  | P  | V  | P  | V  | N  | P  | V  | V  | N  | P  |
| Posizione | 15 | 15 | 19 | 19 | 20 | 17 | 17 | 15 | 14 | 12 | 9  | 10 | 9  | 10 | 9  | 8  | 7  | 9  | 8  | 7  | 7  | 6  | 5  | 4  | 5  | 3  | 5  | 4  | 5  | 5  | 6  | 5  | 5  | 6  | 4  | 4  | 5  | 5  |

Legenda:

Luogo: C = Casa; T = Trasferta. Risultato: V = Vittoria; N = Pareggio; P = Sconfitta.

### Statistiche dei giocatori
| Giocatore     | 2. Bundesliga | 2. Bundesliga | 2. Bundesliga | 2. Bundesliga | Coppa di Germania | Coppa di Germania | Coppa di Germania | Coppa di Germania | Totale   | Totale | Totale      | Totale     |
| Giocatore     | Presenze      | Reti          | Ammonizioni   | Espulsioni    | Presenze          | Reti              | Ammonizioni       | Espulsioni        | Presenze | Reti   | Ammonizioni | Espulsioni |
| ------------- | ------------- | ------------- | ------------- | ------------- | ----------------- | ----------------- | ----------------- | ----------------- | -------- | ------ | ----------- | ---------- |
| F. Angerer    | 0             | 0             | 0             | 0             | 0                 | 0                 | 0                 | 0                 | 0        | 0      | 0           | 0          |
| W. Bierofka   | 29            | 1             | 2             | 0             | 2                 | 0                 | 0                 | 0                 | 31       | 1      | 2           | 0          |
| F. Bischoff   | 3             | 0             | 0             | 0             | 1                 | 0                 | 0                 | 0                 | 4        | 0      | 0           | 0          |
| R. Blank      | 1             | 0             | 0             | 0             | 0                 | 0                 | 0                 | 0                 | 1        | 0      | 0           | 0          |
| H. Francillon | 5             | 0             | 1             | 0             | 1                 | 0                 | 0                 | 0                 | 6        | 0      | 1           | 0          |
| B. Hartmann   | 33            | 0             | 0             | 0             | 3                 | 0                 | 0                 | 0                 | 36       | 0      | 0           | 0          |
| J. Hartwig    | 16            | 1             | 3             | 0             | 2                 | 0                 | 0                 | 0                 | 18       | 1      | 3           | 0          |
| A. Herberth   | 7             | 1             | 0             | 0             | 0                 | 0                 | 0                 | 0                 | 7        | 1      | 0           | 0          |
| H. Kauf       | 35            | 6             | 3             | 0             | 3                 | 2                 | 0                 | 0                 | 38       | 8      | 3           | 0          |
| F. Keller     | 28            | 23            | 5             | 0             | 3                 | 5                 | 0                 | 0                 | 31       | 28     | 5           | 0          |
| H. Knüwe      | 0             | 0             | 0             | 0             | 0                 | 0                 | 0                 | 0                 | 0        | 0      | 0           | 0          |
| A. Kohlhäufl  | 34            | 6             | 13            | 1             | 3                 | 1                 | 1                 | 0                 | 37       | 7      | 14          | 1          |
| M. Krenz      | 26            | 0             | 3             | 0             | 3                 | 0                 | 0                 | 0                 | 29       | 0      | 3           | 0          |
| W. Ling       | 1             | 0             | 0             | 0             | 0                 | 0                 | 0                 | 0                 | 1        | 0      | 0           | 0          |
| H. Lubanski   | 36            | 7             | 5             | 1             | 2                 | 0                 | 0                 | 0                 | 38       | 7      | 5           | 1          |
| W. Luxi       | 26            | 0             | 4             | 0             | 3                 | 0                 | 0                 | 0                 | 29       | 0      | 4           | 0          |
| G. Metzger    | 31            | 7             | 2             | 1             | 1                 | 0                 | 0                 | 0                 | 32       | 7      | 2           | 1          |
| J. Nielsen    | 36            | 2             | 1             | 0             | 3                 | 0                 | 0                 | 0                 | 39       | 2      | 1           | 0          |
| M. Novak      | 2             | 0             | 0             | 0             | 1                 | 0                 | 0                 | 0                 | 3        | 0      | 0           | 0          |
| A. Rastad     | 1             | 0             | 0             | 0             | 0                 | 0                 | 0                 | 0                 | 1        | 0      | 0           | 0          |
| H. Reich      | 32            | 0             | 0             | 0             | 2                 | 0                 | 0                 | 0                 | 34       | 0      | 0           | 0          |
| R. Schmitz    | 3             | 0             | 0             | 0             | 0                 | 0                 | 0                 | 0                 | 3        | 0      | 0           | 0          |
| W. Schuberth  | 23            | 3             | 0             | 0             | 2                 | 0                 | 1                 | 0                 | 25       | 3      | 1           | 0          |
| H. Seelmann   | 19            | 1             | 2             | 0             | 1                 | 0                 | 0                 | 0                 | 20       | 1      | 2           | 0          |
| N. Starzak    | 30            | 6             | 2             | 0             | 3                 | 1                 | 0                 | 0                 | 33       | 7      | 2           | 0          |
| M. Wagner     | 6             | 0             | 0             | 0             | 0                 | 0                 | 0                 | 0                 | 6        | 0      | 0           | 0          |